# クリスティアーネ・ヴィルヘルミーネ・フォン・ザクセン＝アイゼナハ
クリスティアーネ・ヴィルヘルミーネ・フォン・ザクセン＝アイゼナハ（Christiane Wilhelmine von Sachsen-Eisenach, 1711年9月3日 - 1740年11月27日）は、ナッサウ＝ウージンゲン侯カールの妃。

## 生涯
クリスティアーネ・ヴィルヘルミーネは、ザクセン＝アイゼナハ公ヨハン・ヴィルヘルムとその妃マグダレーネ・ジビッレ・フォン・ザクセン＝ヴァイセンフェルスの娘として生まれた。1734年11月26日、ナッサウ＝ウージンゲン侯カールと結婚した。夫妻には4人の子供が生まれた。
- カール・ヴィルヘルム（1735年 - 1803年） - ナッサウ＝ウージンゲン侯
- クリスティーネ（1736年 - 1741年）
- フリードリヒ・アウグスト（1738年 - 1816年） - ナッサウ=ウージンゲン侯、後にナッサウ公
- ヨハン・アドルフ（1740年 - 1793年） - プロイセンの将軍

1730年から1737年まで、母親の持参金の支払いをめぐって、異母兄であるザクセン＝アイゼナハ公ヴィルヘルム・ハインリヒと対立した。
クリスティアーネ・ヴィルヘルミーネはビーブリヒ城に居を構えた。ビーブリヒ城の建設は18世紀初頭にナッサウ＝イトシュタイン伯ゲオルク・アウグストにより始められ、その死後はクリスティアーネの長男カールが居城として完成させた。城の内装は素晴らしいものであった。